# کارل ریتر (کارگردان)
کارل ریتر (آلمانی: Karl Ritter; ۷ نوامبر ۱۸۸۸ – ۷ آوریل ۱۹۷۷) کارگردان فیلم و تهیه‌کننده فیلم اهل آلمان بود. وی پیش از کارگردانی از اولین خلبانان ارتش آلمان بود. ریتر بیشتر عمر خود را در کشور آرژانتین گذراند.
وی تهیه‌کننده فیلم‌هایی همچون جزیره و عشق، مرگ و شیطان بوده.